# دلقک‌ماهی کلاه‌سفید
دلقک‌ماهی کلاه‌سفید (نام علمی: Amphiprion leucokranos) نام یک گونه از زیرخانواده دلقک‌ماهی است.

## نگارخانه

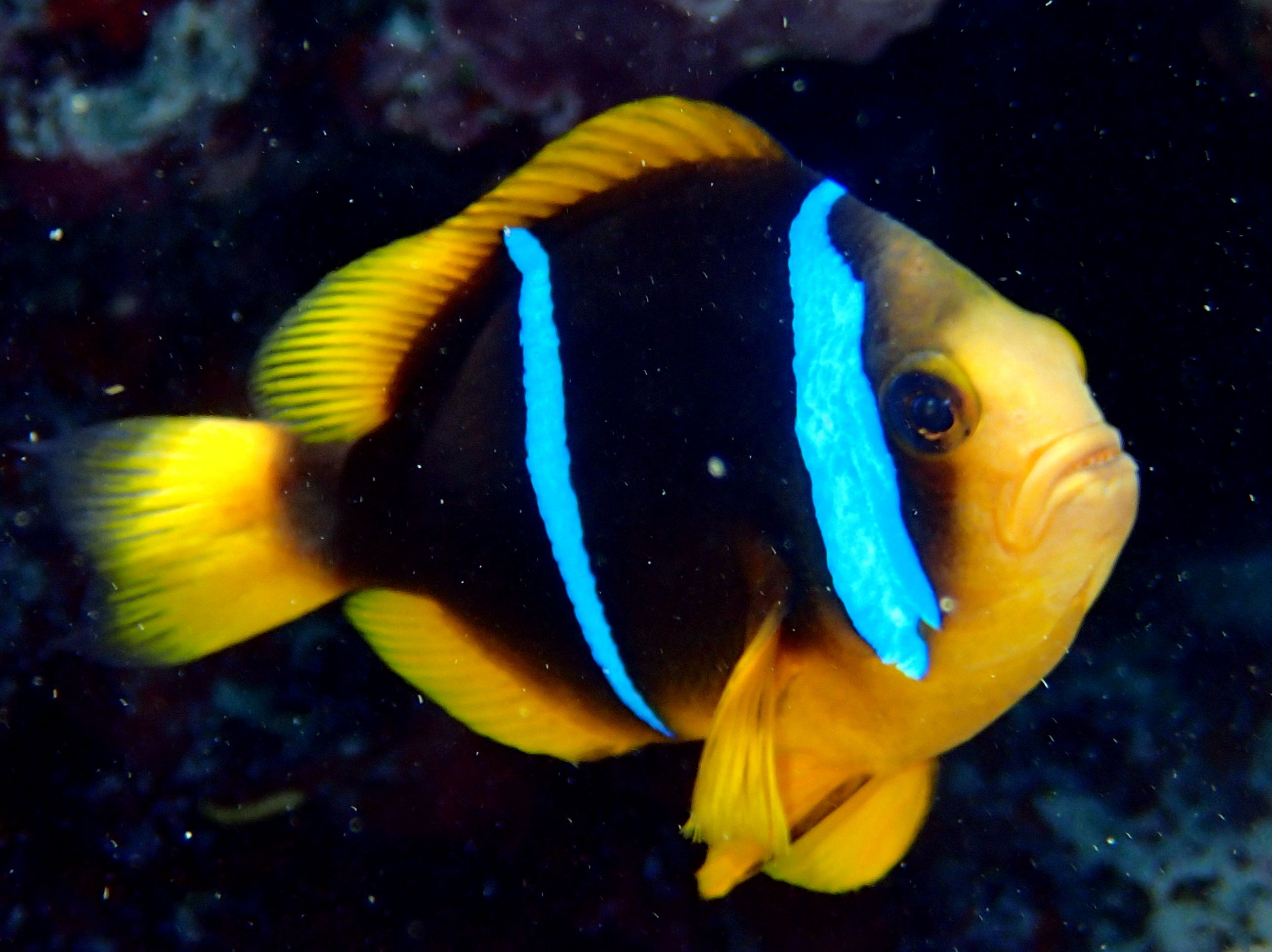
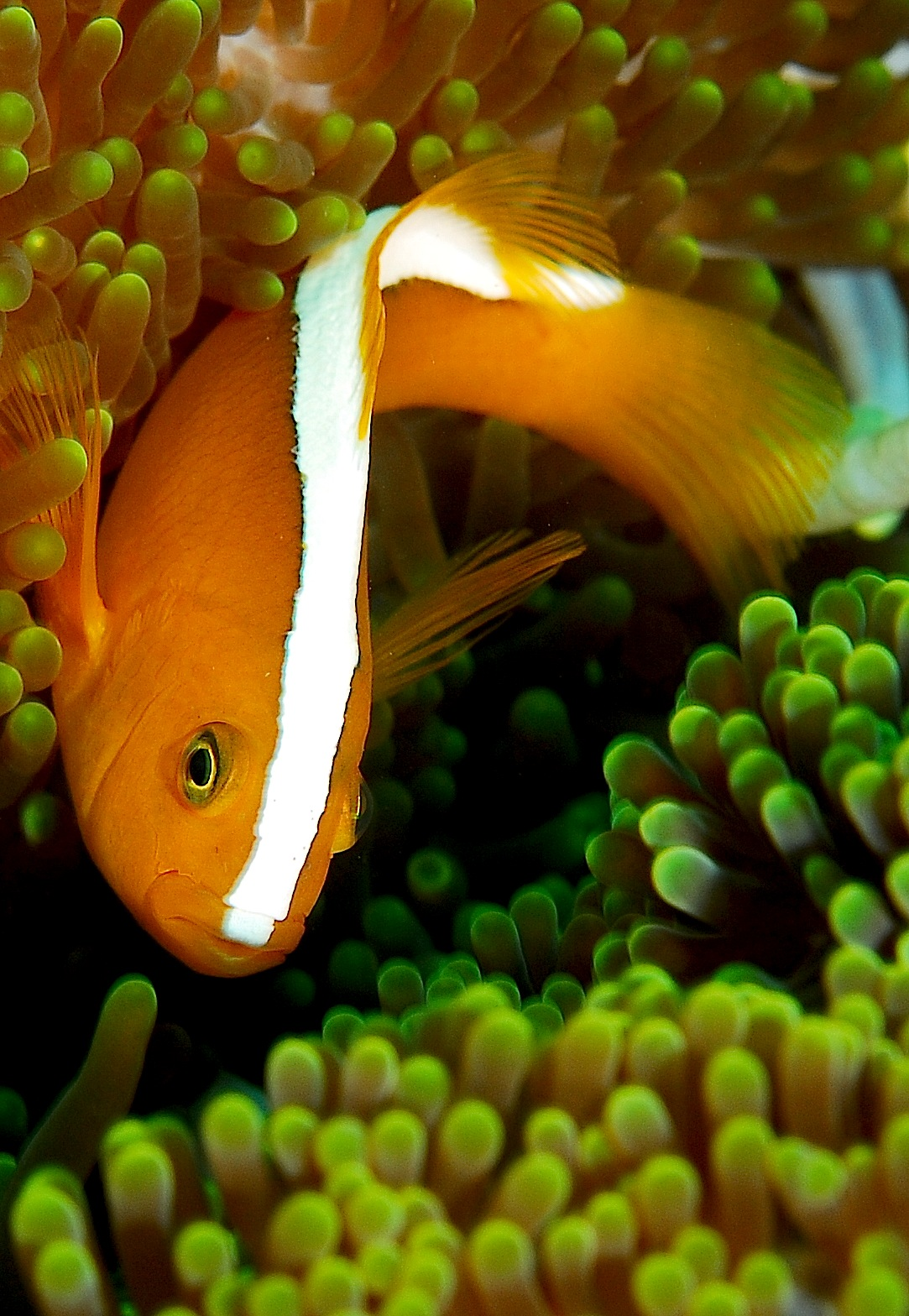